# نوثييا
نوثييا عبارة عن شوكولاتة بالبندق قابلة للدهن عن الخبز تشبه النوتيلا. تُباع في إسبانيا والبرتغال، وقد أطلق مُنتج نوثييا لأول مرة في أواخر الستينات، بعد شرائه من شركة يونيليفر في عام 2002 صنّعته شركة نوتريكسا. كانت مملوكة لشركة ستارلوكس الإيطالية حتى منتصف التسعينات.

## روابط خارجية
- الموق الرسمي على الإنترنت
- معلومات رمزية نوتريكسا على موقع.